# Ливан на зимних Олимпийских играх 1964
Ливан принимал участие в Зимних Олимпийских играх 1964 года в Инсбруке (Австрия) в пятый раз за свою историю, но не завоевал ни одной медали. Страну представляло 4 спортсмена (все — мужчины), которые приняли участие в соревнованиях по горнолыжному спорту.